# Evocatio

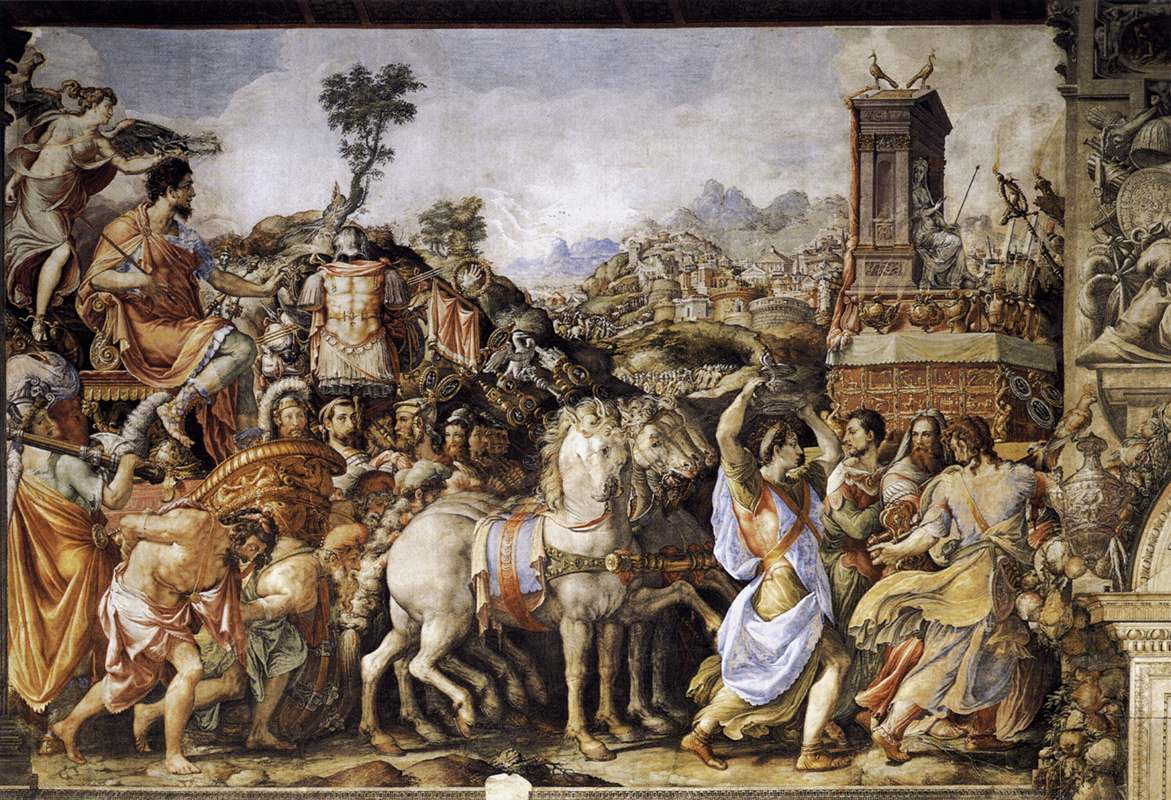
Processione della statua di Giunone durante il trionfo di Furio Camillo, evocata per propiziare la caduta di Veio (opera di Francesco Salviati, 1545, Palazzo Vecchio, Firenze).

L'evocatio era un rito religioso della Roma antica rivolto a "invitare" la divinità protettrice di una città avversaria, sotto assedio, ad unirsi al pantheon romano.

## Storia
Il cosiddetto rito della "evocatio" era pronunciato dal dittatore o generale romano, e da nessun altro, prima di affrontare un nemico; la formula aveva lo scopo di evocare le divinità protettrici della città nemica, all'inizio dell'assedio col fine di farle stabilire a Roma, dove la divinità riceverà un tempio e un proprio culto. Come una tattica di guerra psicologica, la evocatio minava il senso di sicurezza del nemico poiché minacciava la santità delle mura della città (vedi pomerio) e altre forme di protezione divina. In pratica, la evocatio era un modo per mitigare il saccheggio.
Celebre è l'evocatio del dittatore Marco Furio Camillo durante l'assedio di Veio:
(Tito Livio, Ab Urbe condita libri, V, 21, 2)
Altra "evocatio" famosa fu quella pronunciata dal console Scipione Emiliano durante l'assedio di Cartagine durante la terza guerra punica.
(Macrobio, Saturnalia, Libro III, cap IX.6)

## In senso figurato
Il termine è all'origine dei sintagmi, presenti nelle lingue neolatine moderne, con cui si indica la condotta verbale di colui che fa rivivere sentimenti o sensazioni del passato.
Nell'occultismo il termine evocazione ha finito per indicare qualunque rituale con cui si richiama la presenza non solo di un dio, ma genericamente di uno spirito, specificamente un defunto.